# В Бинзи возле Оксфорда
«В Би́нзи во́зле О́ксфорда» (англ. At Binsey, near Oxford) — акварель английского художника Викторианской эпохи Джорджа Прайса Бойса, связанного с художественным направлением прерафаэлитизма.
Эта акварель 1862 года изображает вид на деревню Бинзи (англ. Binsey) возле Оксфорда в Оксфордшире, Англия.